# پسر زیبا
سریال پسر زیبا یا مرد زیبا یک سریال کره‌ای کمدی است. بازیگران این سریال جانگ گیون سوک و ای یو هستند. محصول شبکهKBS2است.

## دربارهٔ مجموعه
این داستان بر اساس جلد ۱۷سری داستان‌های «۱۰ زن خوب و پسر زیبا» نوشته چون کی یونگ گرفته شده‌است که اولین بار در
سال ۲۰۰۹ به چاپ رسید. دوکگه ماته (جانگ گون سوک) یک مرد جاه طلب است که سعی دارد با استفاده از ظاهر زیبایش پول در بیاورد. او با ده نفر از موفق‌ترین زنان کره قرار ملاقات ترتیب میگذارد و رابطه برقرار میکند. در این بین یک زن ناشناس سر راهش قرار
میگیرد به اسم کیم بوتانگ (آی‌یو) که از یک خانواده معمولی است و ده سال است که عاشق دوک گو ماته است . 

## بازیگران

### بازیگران اصلی
- جانگ گیون سوک در نقش دوکگو ماته
- آی یو در نقش کیم بو تنگ
- لی جانگ وو در نقش دیوید چوی
- هان چای یونگ در نقش هونگ یو را

### بازیگران فرعی
- کیم بو یئون در نقش نا هونگ ران
- پارک جی یون در نقش میو می
- یانگ می‌کیونگ در نقش مادر ماته
- چا هیون جونگ در نقش کیم این جونگ

## جوایز و نامزدها
| سال  | جایزه                                | رده                             | نقش                            | نتیجه    |
| ---- | ------------------------------------ | ------------------------------- | ------------------------------ | -------- |
| ۲۰۱۳ | KBS Drama Awards                     | بهترین بازیگر مرد در مینی سریال | جانگ گیون سوک                  | نامزدشده |
| ۲۰۱۳ | KBS Drama Awards                     | بهترین بازیگر زن جدید           | آی یو                          | پیروز    |
| ۲۰۱۳ | KBS Drama Awards                     | جایزه بهترین زوج                | جانگ گیون سوک و آی یو          | نامزدشده |
| ۲۰۱۴ | 2nd DramaFever Awards                | بهترین بوسه                     | جانگ گیون سوک و آی یو          | نامزدشده |
| ۲۰۱۴ | 9th Seoul International Drama Awards | Outstanding Korean Drama        | Pretty Man                     | نامزدشده |
| ۲۰۱۴ | 9th Seoul International Drama Awards | Outstanding Korean Actress      | آی یو                          | نامزدشده |
| ۲۰۱۴ | 9th Seoul International Drama Awards | Outstanding Korean Drama OST    | "Fever" - Hwanhee              | نامزدشده |
| ۲۰۱۴ | 9th Seoul International Drama Awards | Outstanding Korean Drama OST    | "I'm Nobody" - Jung Joon-young | نامزدشده |